# 嶼東城駅
嶼東城駅（しょとうじょう-えき）は中華人民共和国天津市東麗区に位置する天津地下鉄2号線および10号線の駅。

## 駅構造
両線共に島式ホーム1面2線の地下駅で、ホームドア完備。出口は2箇所ある。

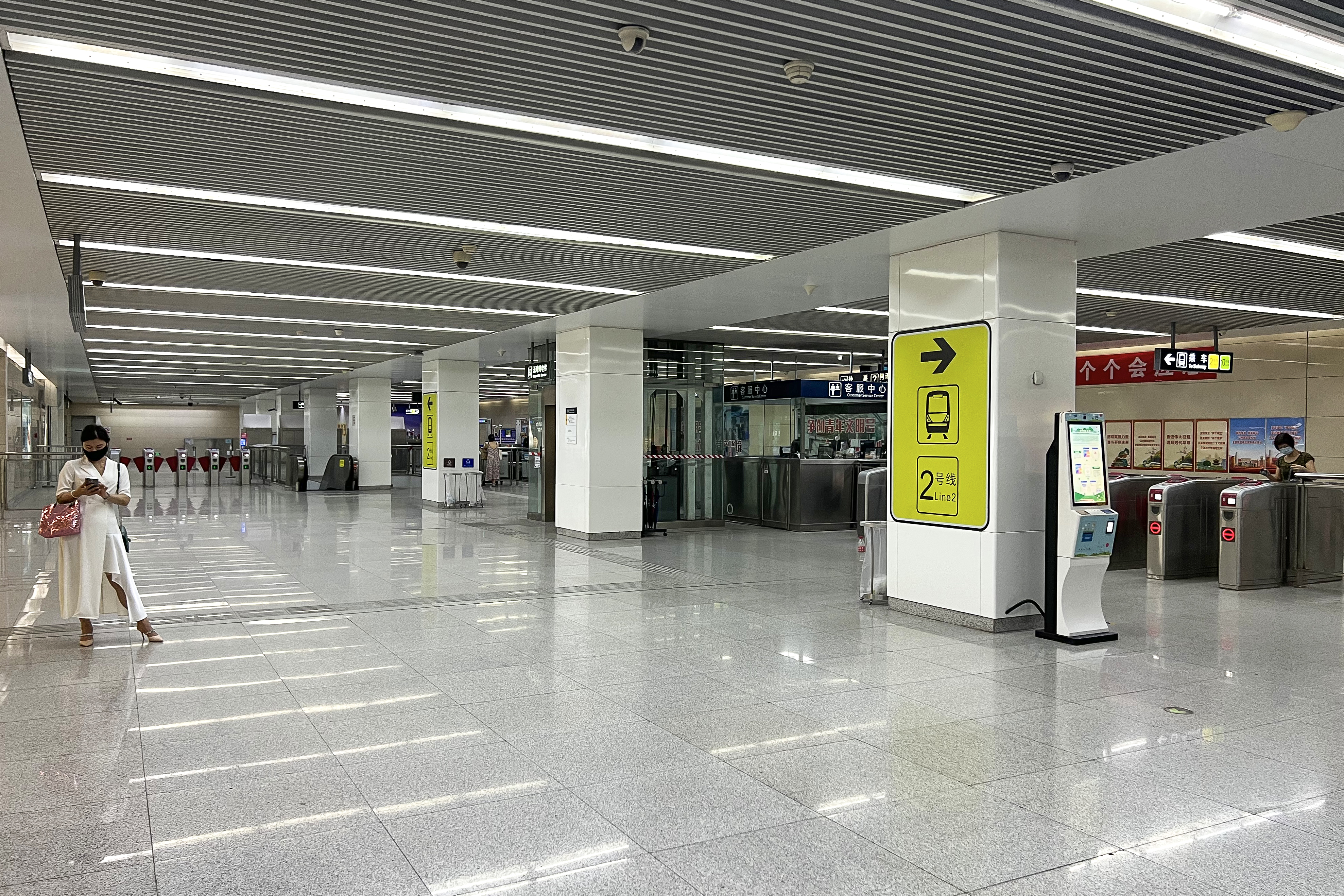
2号線ホール
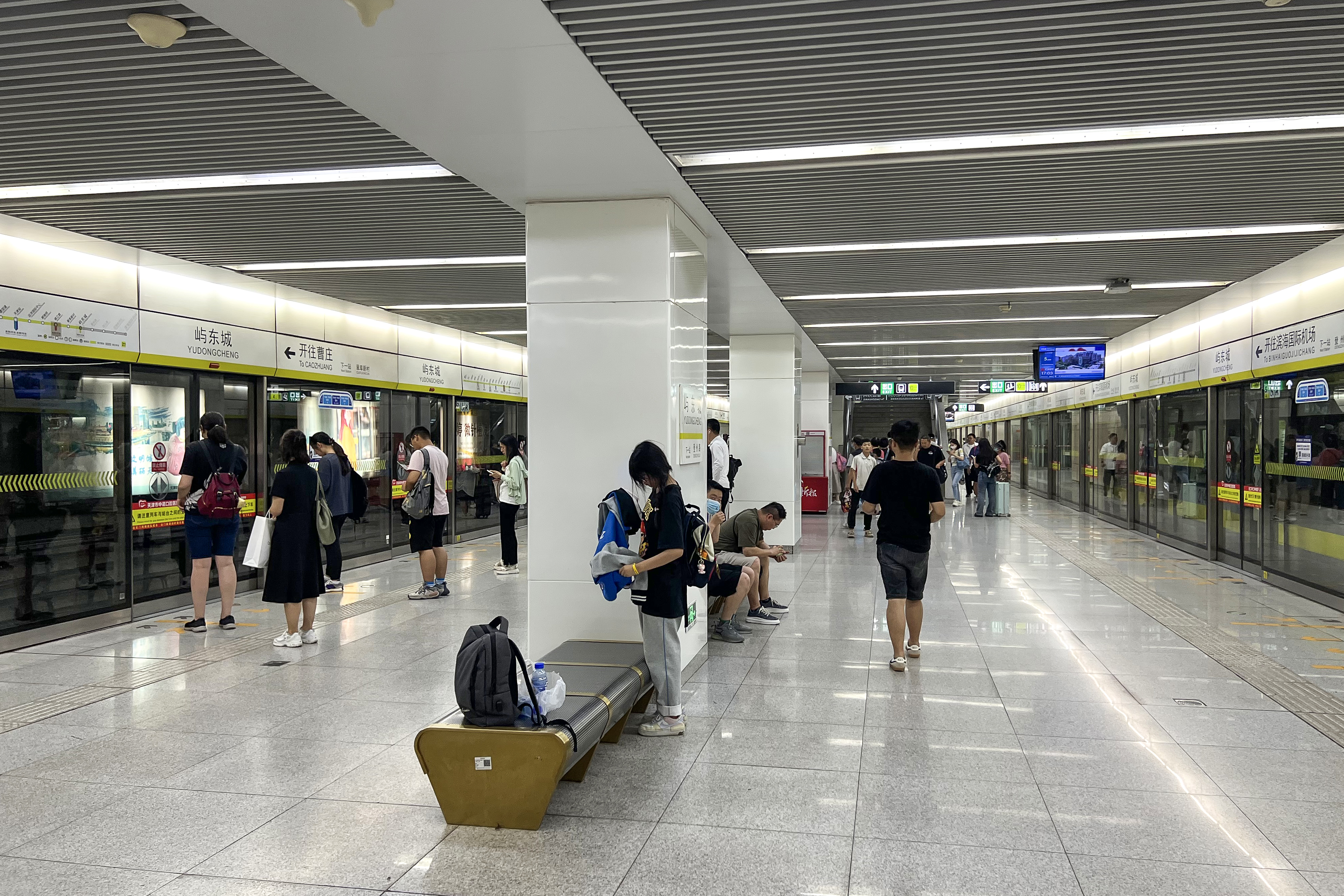
2号線ホーム（2023年6月）
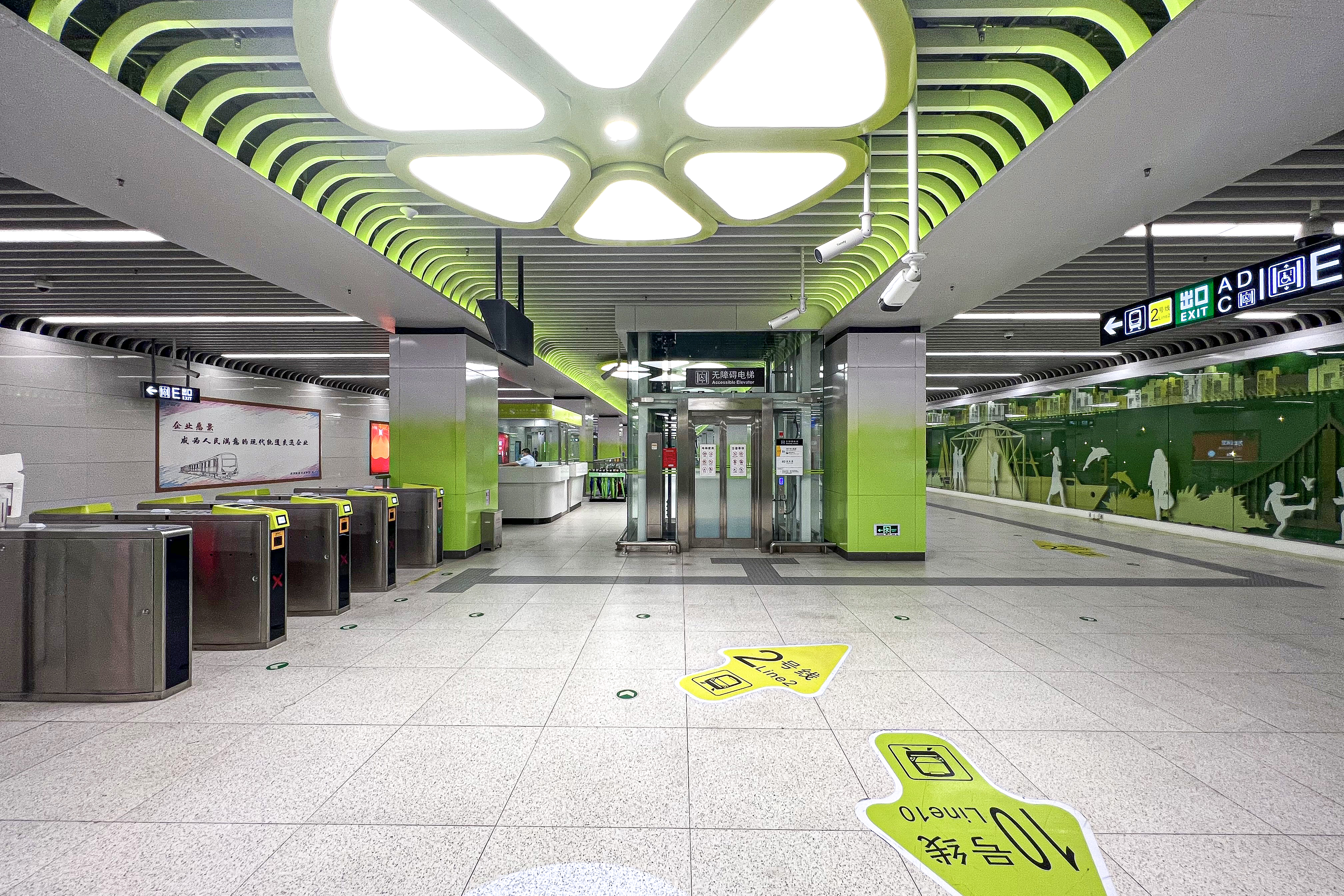
10号線ホール
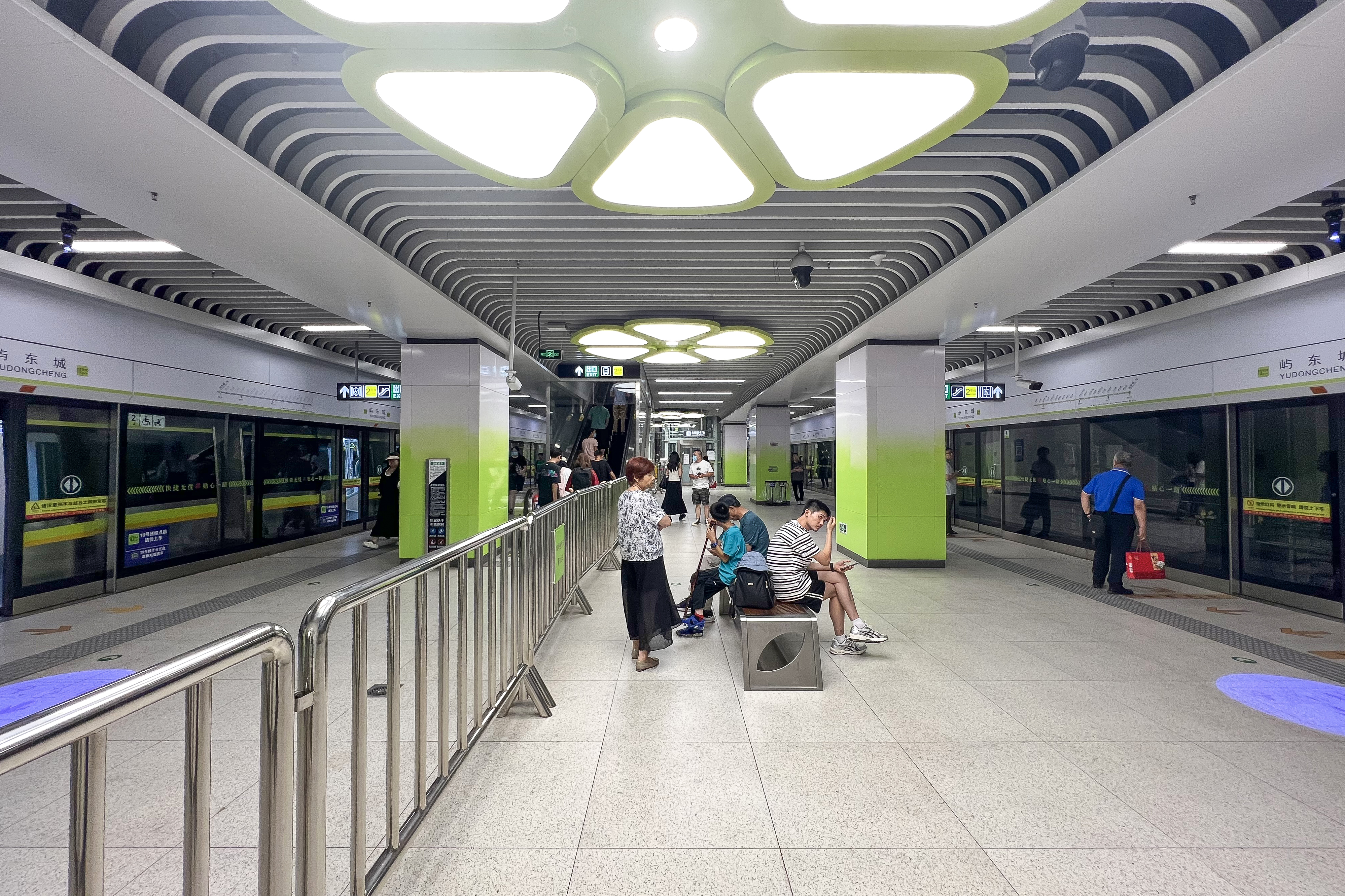
10号線ホーム

## 歴史
- 2012年7月1日 - 2号線が開業。[1]
- 2022年11月18日 - 10号線が開業。

## 隣の駅
天津地下鉄
■2号線
翠阜新村駅 - 嶼東城駅 - 登州路駅
■10号線
嶗山道駅 - 嶼東城駅

## 参考
1. ↑  “2号线站点介绍”.   天津市地下鉄道集団. 2015年11月27日時点のオリジナルよりアーカイブ。2017年3月8日閲覧。

Template:天津地下鉄10号線